# Alexandre d'Atenes (pintor)
Alexandre d'Atenes (en llatí Alexander, en grec Ἀλέξανδρος) fou un pintor atenenc d'època incerta, del qual es conserva una pintura encàustica sobre una tauleta de marbre, que porta el seu nom.